# Amy Jo Johnson
|  | No s'ha de confondre amb Amy Johnson. |

Amy Jo Johnson (6 d'octubre de 1970) és una cantant i actriu canadenca, coneguda per les seves actuacions a Mighty Morphin Power Rangers, Felicity, La Divisió i Flashpoint.
Johnson va guanyar popularitat a principis dels anys 1990 en haver participat en la pel·lícula Power Rangers. Després de deixar l'espectacle, va intervenir en pel·lícules fetes per a televisió abans de tenir un paper a Felicity, a The WB, des del 1998 fins al 2002. Durant els 2000, va continuar la seva carrera d'actriu com a protagonista a The Division i a Flashpoint, i també va participar en altres espectacles.
A més a més, va dirigir i produir dos curtmetratges: Bent (2013) i Lines (2014).
El 2017 sortirà la seva primera pel·lícula produïda per ella mateixa: The Space Between.
Johnson és també cantautora; ha tret tres àlbums.

## Vida personal
Johnson va néixer a Dennis (Massachusetts), al Cap Cod. El seu pare es diu Greig i és un venedor de cotxes, i la seva mare es diu Christine, que va dirigir una botiga de roba. Va assistir a l'Institut Regional Dennis-Yarmouth.
Johnson es va casar amb Olivier Giner l'agost de 2009. Viuen a Toronto i van tenir una filla, Francesca Christine, que va néixer el desembre de 2008. Amy va esdevenir una ciutadana canadenca el 23 de juny de 2015, tenint doble nacionalitat.